# スクムウィット駅
スクムウィット駅（スクムウィットえき、タイ語:สถานีสุขุมวิท）は、タイ王国のバンコク都ワッタナー区にある、バンコク・メトロの駅である。駅番号はBL22。スクムウィット通りとアソーク通り（SoiAsok）の交差点にある。
バンコク・スカイトレイン（BTS）アソーク駅との連絡通路があり、1階にバンコク・メトロのセキュリティ・チェック用ゲートとコインロッカーがある。2階にコンコースがあるアソーク駅との間にあるエスカレーターは、時間帯により2本とも上り専用・下り専用となることがある。

## 駅構造
フルスクリーンタイプのホームドア付き島式ホーム1面2線の地下駅である。地下1階がショッピング街「メトロモール」になっている。

### 駅階層
| 地面    | 出入口                                           |                                               |
| 地下1階 | ショッピング階                                   | Metro Mall（ショッピング街）、ATM、公衆トイレ |
| 地下1階 | ショッピング階                                   |                                               |
| 地下2階 | コンコース階                                     | コンコース、自動券売機、自動改札口            |
| 地下2階 | コンコース階                                     |                                               |
| 地下3階 | 1番線・上り■ブルーライン                         | →フワランポーン・バーンワー・ラックソーン方面 |
| 地下3階 | 島式ホーム（フルスクリーンタイプホームドアあり） |                                               |
| 地下3階 | 2番線・下り■ブルーライン                         | ←ペッチャブリー・バーンスー・タオプーン方面   |

## 駅周辺

### 構内
- QBハウス

### アソーク通り (ソイ21)
- カムティエン夫人の家
- アソークタワー
  - ビッグエコー
- ラジャパークビル
  - バンコク銀行
- アソークプレイス(ビル名)
- Q-House(ビル名)
- グラミービル
- キアットナーキン銀行
- BBビル
  - トロピカル・ウェーブ・リクルート
- オーシャンタワーⅡ
  - インドラマ・ポリマー本社
- ミレニアム
- エジプト大使館
- ウェスティン・グランデ・スクンビット・ホテル
- ペンチャキット公園
- CTIタワー
- ソイ・カウボーイ

#### サーミットタワー
- 1F
  - カシコーン銀行
  - クルンタイ銀行
  - サイアム商業銀行
  - アユタヤ銀行
  - ワトソンズ
  - JFシアター
- 2･22F
  - NEC
- 9F
  - パーソナル・コンサルタント(Personnel consultant)
- 10F
  - 国際交流基金バンコク日本文化センター
  - ジャパン・ファンデーションズ・アート・スペース (Japan Foundation Art Space)

#### エクスチェンジ・タワー (Exchange Tower)
- 1F
  - スターバックス
  - バンコク銀行
  - クルン・タイ銀行
  - サイアム商業銀行
  - セブンイレブン
- 22･23F
  - 富士通
- 27F
  - イオン
- 37F
  - トランスコスモス・タイランド (旧 Mitsiam Teleseivice)

#### シノタイ・タワー
- 7F
  - スクンビット・タイ語学校
- 14F
  - ジオス
- 16F
  - NCリクルートメント

### スクンビット通り
- ソイ12
  - スクンビットプラザ（朝鮮料理店が多い）
- ソイ12と14の間
  - シェラトン・グランデ・スクンビット

#### タイムズ・スクエア (Times Square)
- 2F
  - ベルリッツ（語学学校）
- 3F
  - J･Globe
  - K2 Tailors
  - N.I.C.ネイルサロン
  - HIS
- 14F
  - TLS

- ソイ19
  - ロビンソンデパート
    - マクドナルド

  - ウェスティン・グランデ・スクンビット・ホテル
  - シティー・ロッジ (City Lodge)
- ソイ23
  - ジャスミンシティ・ビルディング
    - リトル・イタリア(Little Italy)
    - サブウェイ
    - アユタヤ銀行
    - バンコク銀行

  - インド大使館
  - シーナカリン・ウィロート大学
- ソイ25
  - アルゼンチン大使館
  - ペルー大使館

## 路線バス
駅直下のスクムウィット通りと、それと交差するアソーク通りには、各社路線バスが運行されている。

### 路線バス番号
2 23 25 ปอ25 38 40 45 46 48 71 72 76 98 115 116 126 501 507 508 511 513